# Canton de Lorient-2
Le canton de Lorient-2 est une circonscription électorale française du département du Morbihan.

## Histoire
Un nouveau découpage territorial du Morbihan entre en vigueur à l'occasion des élections départementales de 2015. Il est défini par le décret du 21 février 2014, en application des lois du 17 mai 2013 (loi organique 2013-402 et loi 2013-403). Les conseillers départementaux sont, à compter de ces élections, élus au scrutin majoritaire binominal mixte. Les électeurs de chaque canton élisent au Conseil départemental, nouvelle appellation du Conseil général, deux membres de sexe différent, qui se présentent en binôme de candidats. Les conseillers départementaux sont élus pour 6 ans au scrutin binominal majoritaire à deux tours, l'accès au second tour nécessitant 12,5 % des inscrits au 1er tour. En outre la totalité des conseillers départementaux est renouvelée. Ce nouveau mode de scrutin nécessite un redécoupage des cantons dont le nombre est divisé par deux avec arrondi à l'unité impaire supérieure si ce nombre n'est pas entier impair, assorti de conditions de seuils minimaux. Dans le Morbihan, le nombre de cantons passe ainsi de 42 à 21.
Le canton de Lorient-2 est formé de la commune de Groix, issue de l'ancien canton de Groix et d'une fraction de la commune de Lorient. Il est entièrement inclus dans l'arrondissement de Lorient. Le bureau centralisateur est situé à Lorient.

## Représentation
| Période élective | Période élective | Mandat | Mandat   | Identité          | Nuance | Nuance | Qualité |
| ---------------- | ---------------- | ------ | -------- | ----------------- | ------ | ------ | --- |
| 2015             | 2021             | 2015   | 2021     | Gaëlle Le Stradic |        | PS     | Coordinatrice en insertion et formation à l'université sociale                                                                                  |
| 2015             | 2021             | 2015   | 2021     | Laurent Tonnerre  |        | DVC    | Conseiller emploi à la mission locale du pays de Lorient Adjoint au maire de Lorient, chargé de l'environnement et de la transition énergétique |
| 2021             | 2028             | 2021   | en cours | Damien Girard     |        | EELV   | Responsable du pôle marketing Engie Green Conseiller municipal de Lorient (2008-2014 et depuis 2020)                                            |
| 2021             | 2028             | 2021   | en cours | Rozenn Métayer    |        | DVG    | Professeure des écoles, Lorient |

### Résultats détaillés

#### Élections de mars 2015
À l'issue du 1er tour des élections départementales de 2015, deux binômes sont en ballottage : Gaëlle Le Stradic et Laurent Tonnerre (Union de la Gauche, 27,63 %) et Maria Colas et Armel Tonnerre (Union de la Droite, 17,18 %). Le taux de participation est de 50,87 % (10 216 votants sur 20 084 inscrits) contre 52,56 % au niveau départemental et 50,17 % au niveau national.
Au second tour, Gaëlle Le Stradic et Laurent Tonnerre (Union de la Gauche) sont élus avec 57,9 % des suffrages exprimés et un taux de participation de 46,56 % (4 842 voix pour 9 398 votants et 20 184 inscrits).
Laurent Tonnerre a quitté le PS pour LREM. Il est maintenant sans étiquette.

#### Élections de juin 2021
Le premier tour des élections départementales de 2021 est marqué par un très faible taux de participation (33,26 % au niveau national). Dans le canton de Lorient-2, ce taux de participation est de 31,44 % (6 597 votants sur 20 984 inscrits) contre 34,81 % au niveau départemental. À l'issue de ce premier tour, deux binômes sont en ballottage : Damien Girard et Rozenn Métayer (Union à gauche avec des écologistes, 38,91 %) et Guy Gasan et Marie-Françoise Roger (DVD, 31,18 %).
Le second tour des élections est marqué une nouvelle fois par une abstention massive équivalente au premier tour. Les taux de participation sont de 34,36 % au niveau national, 36 % dans le département et 33,98 % dans le canton de Lorient-2. Damien Girard et Rozenn Métayer (Union à gauche avec des écologistes) sont élus avec 51,77 % des suffrages exprimés (3 474 voix pour 7 132 votants et 20 990 inscrits),,.

## Composition
| Nom                             | Code Insee | Intercommunalité         | Superficie (km2) | Population (dernière pop. légale)                | Densité (hab./km2) | Modifier                                    |
| ------------------------------- | ---------- | ------------------------ | ---------------- | ------------------------------------------------ | ------------------ | ------------------------------------------- |
| Lorient (bureau centralisateur) | 56121      | CA Lorient Agglomération | 17,48            | Fraction : 28 629 (2022) Commune : 58 202 (2022) | 3 330              | modifier les données · modifier les données |
| Groix                           | 56069      | CA Lorient Agglomération | 14,82            | 2 308 (2022)                                     | 156                | modifier les données · modifier les données |
| Canton de Lorient-2             | 5609       |                          |                  | 30 937 (2022)                                    |                    | modifier les données                        |

Le canton de Lorient-2 comprend :
1. la commune de Groix,
2. la partie de la commune de Lorient non incluse dans le canton de Lorient-1.

## Démographie
En 2022, le canton comptait 30 937 habitants, en évolution de +2,01 % par rapport à 2016 (Morbihan : +3,82 %, France hors Mayotte : +2,11 %).
| 2013   | 2018   | 2022   |
| ------ | ------ | ------ |
| 30 617 | 30 072 | 30 937 |